# Kaple svatého Jana Nepomuckého (Pavlišov)
Kaple svatého Jana Nepomuckého (někdy uváděná jako filiální kostel) je římskokatolická kaple v Pavlišově, místní části Náchoda.

## Historie
Na místě nynější kaple stála původně socha sv. Jana Nepomuckého na sloupu, která pocházela z roku 1793. V roce 1815 byla na žádost Jana a Matěje Dvořáčkových postavena místo sochy nákladem místních občanů kaple, do které byl zakoupen zvon zasvěcený sv. Janu. Roku 1821 dal Matěj Dvořáček přistavět druhou část kaple, obec na stavbu přispěla deseti zlatými, zbytek byl od dobrodinců. Roku 1822 byl původní malý oltář nahrazen větším na náklady Jana a Matěje Dvořáčkových a Františka Habra, kteří také pořídili křížovou cestu. Roku 1925 byl pro kapli pořízen nový zvon.

## Bohoslužby
Bohoslužby se konají o pouti v neděli po 16.5. v 15.00 a o posvícení druhou neděli v říjnu v 15.00.